# Green Cove Springs
Green Cove Springs är en stad (city) i Clay County, i delstaten Florida, USA. Enligt United States Census Bureau har staden en folkmängd på 9 786 invånare (2020) och en landarea på 19,5 km². Green Cove Springs är huvudort i Clay County.